# Michael Friedman
Michael Friedman, né le 19 septembre 1982 à Pittsburgh, est un coureur cycliste américain.

## Biographie
Spécialiste de la piste, Michael Friedman a été champion des États-Unis dans quatre disciplines différentes depuis 2005. Il prend également part à des courses sur route avec l'équipe Garmin-Chipotle, dont il est membre depuis 2006. Il a ainsi été quatrième du championnat des États-Unis du contre-la-montre en 2006 et cinquième du Tour du Missouri en 2007. 
En 2008, l'équipe Slipstream-Chipotle, qui devient Garmin en juillet, acquiert le statut d'équipe continentale professionnelle et participe de ce fait aux principales courses européennes. Michael Friedman participe à Milan-San Remo, au Tour des Flandres et à Paris-Roubaix. Précédemment, il a terminé douzième du Circuit Het Volk au mois de mars, après avoir figuré dans le groupe d'échappés.
En 2014, il arrête sa carrière à 32 ans.

## Palmarès sur piste

### Jeux olympiques
- Pékin 2008
  - 16e de l'américaine

### Championnats du monde
- Manchester 2008
  - 18e du scratch

### Coupe du monde
- 2007-2008
  - 1er du scratch à Pékin

### Championnats des États-Unis
- 2005
  -  Champion des États-Unis de poursuite par équipes (avec Guillaume Nelessen, Robert Lea et Ryan Miller)
  - 2e de l'américaine
- 2006
  -  Champion des États-Unis de poursuite individuelle
  -  Champion des États-Unis de poursuite par équipes (avec Michael Creed, William Frischkorn et Charles Bradley Huff)
  -  Champion des États-Unis de l'américaine (avec Charles Bradley Huff)
  - 2e de la course aux points
  - 3e de la vitesse par équipes
- 2007
  -  Champion des États-Unis de poursuite par équipes (avec Colby Pearce, Charles Bradley Huff et Michael Creed)
  -  Champion des États-Unis de la course aux points
  - 3e de la poursuite individuelle
  - 3e de l'américaine

## Palmarès sur route

### Par années
- 2001
  -  Champion des États-Unis sur route espoirs[3]
- 2006
  - 2e étape de l'International Cycling Classic
- 2007
  - 2e du Tour of Elk Grove
- 2009
  - 1re étape du Tour du Qatar (contre-la-montre par équipes)
- 2010
  - Classement général du Tour de Corée
- 2013
  - Classement général du Nature Valley Grand Prix
- 2014
  - 4e étape de la Chico Stage Race
  - 3e de la Chico Stage Race

## Classements mondiaux
| Année            | 2006  | 2007 | 2008  | 2009 | 2010 | 2011 | 2012 | 2013 |
| ---------------- | ----- | ---- | ----- | ---- | ---- | ---- | ---- | ---- |
| UCI Africa Tour  |       |      |       |      | 37e  |      |      |      |
| UCI America Tour | 176e  | 122e |       |      | 271e |      | 200e | 94e  |
| UCI Europe Tour  | 1231e |      | 1077e |      |      |      | 511e | 925e |